# Bohumil Kubrycht
Bohumil Kubrycht (Pardubice, 27 de julho de 1886 — data de morte desconhecido) foi um ciclista olímpico tcheco. Representou a Boêmia em dois eventos nos Jogos Olímpicos de Verão de 1912, em Estocolmo.